# Papsajt Ászok
Papsajt Ászok (Barliman Butterbur)  J. R. R. Tolkien A Gyűrűk Ura című művének egyik kitalált szereplője. Peter Jackson filmadaptációjában David Weatherley alakítja a karaktert, Ralph Bakshi rajzfilmjében Alan Tilvern volt a hangja, az orosz "Kranyiteli" című filmben pedig Nyikolaj Burov játszotta.
Brí-beli lakos, a Gyűrűháború idején a Pajkos Póni elnevezésű fogadó tulajdonosa, Gandalf barátja. Alacsony volt, kövér és kopasz, az arca vörös. Nem lehetett gyors felfogásúnak nevezni, a memóriája is rossz volt, ahogy ő fogalmazott: ,,Egyik dolgot hajtja ki egy másik''. Viszont nagyon jószívű volt. Barlinak is nevezték. Két hobbit alkalmazott szolgált nála: Boba az istállósfiú és Noba Papsajt segédje. A könyv szerint büszke volt rá, hogy írástudó ember.
Gandalf a Megyei Időszámítás szerinti 1418. évben évközép napján Papsajtra bízott egy levelet, mielőtt elment Vasudvardba, hogy a lehető legrövidebb időn belül juttassa el Frodóhoz a Megyébe. Ezt nem tette meg, amivel elbizonytalanította a hobbitot, aki így később indult el, mint kellett volna. Gandalf ezért később azzal fenyegetőzött, hogy "lassú tűzön süti meg a vén bolondot", de azért mégis megbocsátott a memóriaproblémáiért, amikor megtudta, hogy Vándorral (Aragornnal) indította útba a társaságot. Azt kívánta, "bár érne a söre még hét esztendeig ennél is jobbra".
A Gyűrűháború után Papsajt meglepve hallotta, hogy a kósza, akit csak Vándornak nevezett, valójában Elessar király.
Szerepe "A Gyűrűk Ura: A Gyűrű Szövetsége" című filmben jóval kisebb, gyakorlatilag csak közli a hobbitokkal, hogy fél éve nem látta Gandalfot, valamint hogy óvakodjanak a sarokban ülő, Vándor nevű kószától.
A karakter megtalálható még a The Lord of the Rings Online nevű játékban, ahol több küldetést is ad.